# Стьюи Гриффин
Стюарт Гиллиган «Стьюи» Гриффин (англ. Stewart Gilligan «Stewie» Griffin) — персонаж мультсериала «Гриффины», феноменально одарённый годовалый ребёнок, сын Лоис и Питера Гриффинов.

## Происхождение
Родился в Куахоге. По его собственным воспоминаниям (серия «Chitty Chitty Death Bang») «едва не сошёл с ума в материнской утробе». На свет Стьюи появился вместе с картой Европы, где были отмечены цели для бомбардировок, что демонстрирует, что уже на стадии рождения Стьюи был одержим идеей мирового господства. В 4 эпизоде 11 сезона можно наблюдать рождение Стьюи и увидеть, что он родился как обычный ребёнок. В воспоминаниях 19 эпизода 3 сезона «Stuck Together, Torn Apart», во время прыжков на кровати, Стьюи ударился головой в потолок, в результате чего его голова деформировалась в дынеобразную. Однако, судя по множеству других упоминаний о появлении Стьюи на свет, это следует воспринимать как юмористическую вставку.

## Характер, привычки и умения
В эпизоде «Lethal Weapons» (2001) Брайан описывает Стьюи так: 
маленький напыщенный антихрист, который, возможно, откажется от планов мирового господства, когда он вырастет и влюбится в «голубого» по имени Джим.
 — здесь возможна параллель с маленьким Дэмьеном из серии фильмов «Предзнаменование».
В оригинальном звучании говорит с сильным, фактически «итонским», английским акцентом. Одержим двумя маниакальными идеями — убийством матери (Лоис) и покорением мира. Злая индивидуальность Стьюи — результат курения Лоис марихуаны во время беременности (возможно).
Стьюи — гениальный инженер. У него всегда под рукой техническая новинка собственного изобретения, будь то гипнотизирующие очки или летательный аппарат. Очень любит оружие, часто рядом с собой держит автомат, который очень сильно напоминает собой автомат M3. Его таланты не ограничиваются технической сферой, он хорошо играет на банджо и фортепьяно, поёт, танцует (в том числе и профессиональный стриптиз — в эпизоде «Peter Griffin: Husband, Father... Brother?»), однажды написал в пику писателю-Брайану пьесу, имевшую успех на Бродвее, но переписал в менее артистичной манере (10-й эпизод 11-го сезона), чтобы сделать приятное своему другу. Обладает довольно тонким чувством юмора (в основном чёрным). Ненавидит брокколи (эта ненависть даже послужила причиной изобретения им сложного погодного аппарата в «I Never Met the Dead Man»). Умеет управлять автомобилем, военным самолётом («Sibling Rivalry») и танком («Hell Comes to Quahog»). При этом часто проявляет детскую наивность.
В его комнате есть несколько тайников, в которых он хранит различные конструкции и приспособления собственного производства; и даже небольшой ангар для летательного аппарата («Emission Impossible»).
Любимая игрушка — небольшой плюшевый медвежонок Руперт. С ним Стьюи всегда советуется, делится планами, жалуется на жизнь и вообще относится к нему как к живому, а в фантазиях, где присутствует Руперт, медведь представляется высоким мускулистым мужчиной около 25 лет с головой медвежонка, что иногда вызывает сомнения насчёт сексуальной ориентации Стьюи. Серия «Road to Rupert» (сезон 5, серия 9) полностью посвящена тому, как Стьюи и Брайан отправились в далёкое и опасное путешествие, чтобы выручить Руперта из беды, а, например, эпизод 18 из одиннадцатого сезона («Total Recall») рассказывает о том, как Брайан и Стьюи едут на фабрику игрушек, дабы вернуть Руперта после проведённой кампании по возврату опасных игрушек на склады.
Имеет 4 детей от Брайана (в 12 серии 13 сезона, подумав, что Брайан стал избегать общения, беременеет от него дабы спасти отношения и рожает 7 детёнышей (трое из которых впоследствии погибают). Но как оказалось потом, по мнению Брайана, Стьюи в последнее время был немного замкнут в себе, поэтому он и решил дать ему больше свободного пространства. Оба понимают, что не смогут вынести детей, и, не привязавшись ни к одному из них, отдают их в приют).
В одной из серий пристрастился к бисквитам, во сне говорил про джем и крекеры.
В большинстве серий носит жёлтую распашонку, красные штанишки на подтяжках и светлые пинетки.
В серии «Fore Father» упомянул, что у него только одно яичко. И, скорей всего, это является некой ссылкой на его «предшественника» — А. Гитлера, который, по слухам, страдал от идентичного недуга.
Изначально Стьюи был представлен телезрителю как маленький злой гений, днём и ночью одержимый лишь двумя идеями: захват мира и убийство Лоис. Однако на протяжении всего мультсериала характер Стьюи постепенно смягчался: он больше радовался жизни, а среди его изобретений было всё меньше вещей, похожих на оружие массового поражения. В 12-м эпизоде 9-го сезона это обыгрывается в диалоге Брайна и Стюи: «— Когда ты последний раз пытался захватить мир? — У меня полно других дел, я расту, пытаюсь учиться». Есть множество причин полагать, что подобные перемены в характере Стьюи связаны с пробудившейся в сердце любовью к его другу Брайану: намёки на это видны уже в 4-м сезоне (серия 19, где Брайан разочаровывается в жизни и Стьюи говорит ему, что есть люди, для которых он важен, но голос его дрожит, и он быстро убегает, чтобы не заплакать). В 11-й серии 5-го сезона Брайан учит Стьюи бальным танцам, и в момент с объятиями Стьюи произносит «Я люблю тебя», на что Брайан реагирует явно негативно, вынуждая Стьюи придумать отговорку о том, что он просто «поёт песенку». В 2-й серии 6-го сезона Брайан бросает Джилиан, и Стьюи предлагает ему отомстить ей, занявшись сексом с «первым, кого увидит», затем включает свет и оказывается нос к носу с ним, но просто получает удар.
Тема любви Стьюи к Брайану получает дальнейшее развитие на протяжении мультсериала. В 8-м сезоне целая серия (№ 17) посвящена Брайану и Стьюи. В этой же серии Стьюи, тронутый откровением Брайана о том, что тот хранил пистолет на случай, если ему захочется покончить с собой, рассказывает ему о своих истинных чувствах и признаётся в искренней любви. Однако (судя по дальнейшим сериям), Брайан воспринимает это, как истинную любовь настоящего друга. После этого случая уровень заботы Стьюи о Брайане возрастает (например, сезон 10, серия 2, где Брайан сходит с ума из-за галлюциногенных грибов, а Стьюи проводит всё время с ним, следя за тем, чтобы тот не натворил бед в таком состоянии). Таким образом, Стьюи отодвигает идеи убийства матери и захвата мира на задний план, постепенно забывая о них совсем.

## Идея мирового господства
Непрерывно владеющее Стьюи желание покорить мир. При этом предполагаемые им методы дальнейшего управления Землёй выглядят жесточайшим тоталитаризмом.
В серии «Lois Kills Stewie» возвращение Лоис ускоряет планы Стьюи на захват мира. Он проникает в штаб-квартиру ЦРУ, где он встречается со Стэном Смитом и захватывает контроль над мировой энергетической системой. Миру остаётся лишь смириться с новым правителем. Но Лоис решает взять всё в свои руки, и, после перестрелки в Овальном кабинете Белого дома, Питер убивает Стьюи выстрелом в голову.
20 октября 2005 года вышла юмористическая книга «Гриффины: Руководство Стьюи по установлению мирового господства» (англ.  «Family Guy: Stewie's Guide to World Domination»). Автор — продюсер мультсериала «Гриффины» Стив Кэллахан, количество страниц — 112, издатель — «англ. HarperCollins». В книге, как и следует из названия, описываются способы, которыми малыш Стьюи предлагает установить тираническую власть над миром.

## Взаимоотношения с прочими персонажами
Из всех персонажей всерьёз Стьюи воспринимает только Брайан — говорящая собака Гриффинов. Брат Крис также общается со Стьюи как с равным и понимает его речь, однако, не придаёт этому значения. Остальные же не склонны видеть злого умысла в его проказах, не замечают его развитости. Сам Стьюи демонстрирует полное пренебрежение, даже презрение к окружающим: отца называет «жирным», «тупицей», «чёртовым извращенцем»; мать — «ведьмой», «выдрой», «грязной тварью», «вонючей жабой», «посудомойкой»; сестру Мег — «свиньёй»; брата Криса — «жирным братцем»; Брайана — «пьянчугой»; соседа Куагмира — «чурбаном для битья». При этом отношение взрослых к Стьюи остаётся добрым и заботливым, они просто игнорируют его реплики (за исключением Брайана). Создаётся впечатление, что все они просто слышат «детский лепет младенца», хотя, на самом деле, его речь взрослым понятна (в нескольких эпизодах («Brian Sings and Swings», «Peter, Peter, Caviar Eater» и др.) Стьюи поёт перед публикой, рассказывает остроты, над которыми те смеются, участвует в диалогах, отдаёт приказы слугам и пр.). В конце концов, в эпизоде «Love Blactually» в этот вопрос вносится полная ясность:
Стьюи: Я уговорю Лоретту, позволь мне поговорить с ней
Брайан: Нет, думаю, у меня получится лучше, твои слова она только в общих чертах поймёт
Стьюи: Да что ты? А разве она не одна из людей «вне-семьи», которые меня понимают?
Брайан: Нет, думаю, из-за Кливленда она достаточно близка к главным героям, так что это было бы странновато
Стьюи: Уверен?
Голос из-за кадра: Эй, мы же снимаем!
Стьюи: Ах да, простите!
Персонаж, вызывающий безусловное восхищение Стьюи — Смерть.

## Сексуальные влечения

### Сексуальная ориентация
Вопреки постоянным утверждениям Брайана, что Стьюи — латентный гомосексуал (что подтверждается некоторыми эпизодами, например, серией «Screwed the Pooch», где он посещает гей-вечеринку, или серией «Boys Do Cry», где он, замаскированный девочкой, на вопрос Брайана «Ну как ты?» отвечает «Я чувствую, что всё, как надо. Как надо…»), Стьюи в ряде серий демонстрирует гетеросексуальную ориентацию (серия «From Method to Madness» — мечты об «оргиях» с девушками, серия «Dammit Janet!» — влюблённость в девочку из детского сада и т. д.). Таким образом, можно допустить, что Стьюи — гетеросексуал, а всё, что связано в сериале с ЛГБТ — является лишь шуткой и насмешкой над этим, не более. Также в будущем оказывается, что Стьюи всё ещё остаётся девственником, когда ему 35, хотя это будущее не обязательно случится (серия «Stewie Griffin: The Untold Story»).
В 4-м эпизоде 8-го сезона, когда кроватка со спящим в ней Стьюи выкатывается на газон и включается полив, Стьюи во сне произносит мужское имя и добавляет: «Покажи, на что способен…». В 17-м эпизоде 8-го сезона видно, что в качестве скринсейвера мобильного телефона Стьюи используется торс мускулистого обнажённого молодого мужчины. В 11-м эпизоде 7-го сезона на вопрос Брайана «Ты голубой?» Стьюи отвечает «Вероятно». Намёки на гомосексуальность Стьюи особенно явны в 1-м эпизоде 8-го сезона (серия «Road to the Multiverse»), в которой Брайан и Стьюи попадают в параллельную вселенную, где у всех персонажей две головы. В частности, Стьюи из параллельной вселенной целуется со своим близнецом.
Один из эпизодов Гриффинов был полностью готов, но так и не увидел свет. В этой серии Стьюи Гриффин подвергался преследованию со стороны других детей в школе из-за своей гомосексуальности. Эпизод заканчивался тем, что Стьюи хотел перенестись назад в прошлое и не допустить записи в Ветхом Завете: «Вы не должны возлежать с мужчиной как с женщиной. Это — мерзость».

### Сексуальные девиации
Стьюи испытывает страсть к различного рода сексуальным извращениям. На протяжении мультсериала Стьюи знакомится с различными фетишами, с некоторыми менее, а с некоторыми и более подробно. Например, 7-я серия 3-го сезона, где Стьюи, которого Лоис слишком сильно раскачала на качелях, вылетает из них и приземляется в коляску с маленькой девочкой, после чего, почувствовав резкий запах, произносит: «У… Я чувствую запах обделанного подгузника… Боже, почему меня это заводит?» Однако основным фетишем Стьюи, упомянутым во многих сериях, является БДСМ. Впервые Стьюи осознаёт, что боль доставляет ему удовольствие, в тот момент, когда Лоис шлёпнула его за плохое поведение (сезон 5, серия 10). После этого Стьюи в течение всей серии пытается вновь спровоцировать её: «Дисциплинируй меня! Заставь меня надеть трусы, измажь мне лицо грязью, изнасилуй меня бутылкой от вина!.. Господи, у меня действительно не всё в порядке с головой…» Однако сама идея наличия БДСМ-фетиша у Стьюи возникла раньше: в 14 серии 4 сезона можно увидеть несколько мимолётных фрагментов, на которых изображены Брайан и Стьюи, вовлечённые в БДСМ. Наконец, в серии 14 сезона 10 есть фрагмент, когда Брайан, заткнув рот Стьюи вырванной из книги страницей, насильно вправляет ему руку, чтобы не вести того в госпиталь. После этого Стьюи, отдышавшись, говорит: «Я не говорю, что мне нравится боль, но я также не говорю, что она мне не нравится». Кроме этого, учитывая явно нездоровую привязанность и к Брайану в поздних сериях, Стьюи склонен и к зоофилии. В 13 серии 13 сезона Стьюи беременеет от Брайана путём специальной машины для оплодотворения.

## Возраст
На протяжении двадцати сезонов сериала Стьюи остается годовалым ребёнком, несмотря на то, что и Крис и Мег взрослеют. Лишь Брайан заметил это однажды (сезон 5, эпизод 9: «Road to Rupert»), но затем решил не продолжать тему:
Брайан: А может быть, ты уже слишком взрослый, чтобы иметь плюшевого медвежонка?
Стьюи: Брайан, мне всего один год!
Брайан: Всё ещё?
Стьюи: Что?
Брайан: Ничего.
Также в эпизоде «Christmas Guy», когда семья собирается пойти на Рождественский Карнавал, происходит диалог:
Лоис: Пора на Рождественский Карнавал. Это первое Рождество для Стьюи.
Стьюи: Опять?
По сути, возраст Стьюи — его визитная карточка, узнаваемая черта. Постепенно, на протяжении сериала, видно, как прогрессирует малыш — он пользуется мобильным телефоном, ходит по магазинам, как-то зарабатывает деньги, не исключено, что постоянно приобретает новые знания, но, тем не менее, остаются и черты маленького ребёнка: он продолжает верить в существование мультгероев («Road to the North Pole»), очень любит Брайана как пса, которому, например, не даёт пожертвовать почки для Питера.